# Microcoelia ornithocephala
Microcoelia ornithocephala är en orkidéart som beskrevs av Phillip James Cribb. Microcoelia ornithocephala ingår i släktet Microcoelia och familjen orkidéer. Inga underarter finns listade i Catalogue of Life.